# بهروز بقایی
بهروز بقایی (زاده ۱۷ تیر ۱۳۳۲) بازیگر، کارگردان و فیلم‌نامه‌نویس ایرانی است.

## زندگی
بقایی در سال ۱۳۳۲ در تهران به دنیا آمد. دبستان و دبیرستان را در رودسر، هرزویل و رشت گذراند و پس از دریافت دیپلم برای تحصیل بازیگری و کارگردانی تئاتر در دانشکده هنرهای دراماتیک به تهران آمد. او پس از ورود به صحنهٔ حرفه‌ای تئاتر وارد تلویزیون و سینما شد. بقایی فعالیت خود در زمینه تئاتر را با نمایش «لبخند با شکوه آقای گیل» به کارگردانی رکن‌الدین خسروی در سال ۱۳۵۲ آغاز کرد و در سال ۱۳۵۹ با فیلم سینمایی «تاریخ‌سازان» به کارگردانی هادی صابر فعالیت سینمایی خود را نیز آغاز کرد. بقایی دانش‌آموختهٔ بازیگری و کارگردانی در سال ۱۳۵۷ است.
بقایی همواره همکاری نزدیکی با بیژن بیرنگ و مسعود رسام داشته که از آن‌جمله می‌توان به سریال‌های تلویزیونی همسران، سیب خنده، خانهٔ سبز،
قطار ابدی، نوعی دیگر، دنیای شیرین و دنیای شیرین دریا اشاره کرد. از آخرین فعالیت‌های تلویزیونی وی می‌توان کارگردانی سری دوم سریال بازهم زندگی را نام برد. وی همچنین در یکی از قسمت‌های سری نخستین این سریال با عنوان جناب مستطاب آشپزی با شرکت نجف دریابندری و همسرش فهیمه راستکار، به موضوع کتاب مستطاب آشپزی نوشتهٔ نجف دریابندری می‌پرداخت و در یک گزارش به کندوکاو در آبگوشت فروشی‌های تهران پرداخت.

## کار
- روزنه آبی

## سکته قلبی
بهروز بقایی در آبان ۱۳۸۸ پیش از حضور در اجرای نمایش هملت با سالاد فصل دچار بیماری قلبی و در بیمارستان بستری شد. او چند ساعتی پیش از آغاز اجرا در اتوبان تهران–کرج به تهران دچار سکته قلبی و مغزی شد که بلافاصله بعد از این اتفاق به بیمارستان شماره ۲ برده شد. اما به دلیل کمبود امکانات بیمارستان به بیمارستان جم فرستاده شد.

## گزیده کارهای هنری

### تئاتر
- آپرکات (محمدرضا قلیپور)۹۸
- حملط (بهرنگ بقایی)
- «زیتون»(رکن‌الدین خسروی)
- «سیزوئه بانسی مرده‌است»(رکن‌الدین خسروی)
- «تولد»(رکن‌الدین خسروی)
- «یک دقیقه سکوت»(محمد یعقوبی)
- «قرمز و دیگران»(محمد یعقوبی)
- «تنها راه ممکن»(محمد یعقوبی)
- «ایوانف»(اکبر زنجان پور)
- هملت و سالادفصل (هادی مرزبان)۱۳۸۸
- استثناء و قاعده (سیروس شاملو)
- سه خواهر (اکبر زنجانپور)
- شب سیزدهم (حمید امجد)
- پستو خانه (حمید امجد)
- نیلوفر آبی (حمید امجد)
- لبخند باشکوه آقای گیل (رکن الدین خسروی)۵۲
- جشن سالگرد (حسین عاطفی)

### ویدیویی
- ارتباط خانوادگی (نادر مقدس، ۸۹)

### سینما
- به وقت خماری (۱۳۹۶)
- سیب و سلما (۱۳۸۹)
- یک وجب از آسمان (۱۳۸۷)
- هفت سنگ (۱۳۷۶)
- پاییز بلند (۱۳۷۲)
- پرواز پنجم ژوئن (۱۳۶۸)
- شناسایی (۱۳۶۶)
- تاریخ‌سازان (۱۳۵۹)

### تلویزیون
| سال       | نام                          | سمت                  | کارگردان                          | توضیحات                                                                                            |
| --------- | ---------------------------- | -------------------- | --------------------------------- | -------------------------------------------------------------------------------------------------- |
| ۱۳۹۸      | وباتشکر از خانواده رجبی      | بازیگر               | فرزاد فره‌وشی                      | |
| ۱۳۹۴      | خندوانه                      | گزارشگر              | رامبد جوان                        | شبکه نسیم                                                                                          |
| ۱۳۸۹      | تله‌فیلم «آذر، پایان پائیز»   | بازیگر               | سعید ابراهیمی‌فر                   | شبکه ۱                                                                                             |
| ۱۳۸۹      | تله فیلم پیوند               | بازیگر               | سعید ابراهیمی‌فر                   | شبکه ۱                                                                                             |
| ۱۳۸۸      | به کجا چنین شتابان           | بازیگر               | ابوالقاسم طالبی                   | شبکه تهران                                                                                         |
| ۱۳۸۷      | روزهای زیبا                  | بازیگر مهمان         | جواد افشار                        | شبکه تهران                                                                                         |
| ۱۳۸۷      | غیرمحرمانه                   | بازیگر               | مسعود رسام                        | شبکه تهران                                                                                         |
| ۱۳۸۶      | شهریار                       | بازیگر               | کمال تبریزی                       | شبکه ۲                                                                                             |
| ۱۳۸۶      | بزرگمرد کوچک                 | بازیگر               | مسعود رسام                        | شبکه ۲                                                                                             |
| ۱۳۸۶      | باز هم زندگی                 | بازیگر، کارگردان     | بهروز بقایی                       | شبکه ۱                                                                                             |
| ۱۳۸۵      | توی گوش سالمم زمزمه کن       | بازیگر               | محمد رحمانیان                     | کارگردان تلویزیونی: «اسدالله ایمن» / شبکه ۱                                                        |
| ۱۳۸۴      | نیمکت                        | بازیگر               | محمد رحمانیان                     | شبکه ۱                                                                                             |
| ۱۳۸۳      | غنچه و خال‌جون کوکب           | کارگردان هنری        | بهروز بقایی                       | برنامه کودک و نوجوان شبکه ۱ کارگردان تلویزیونی: «وحید حسینی»                                       |
| ۱۳۸۲      | دیروز، امروز، فردا           | بازیگر               | مسعود شامحمدی                     | شبکه تهران                                                                                         |
| ۱۳۸۲      | کارگران                      | مشاور                | پرستو گلستانی                     | |
| ۱۳۸۱      | حیات‌خلوت                     | بازیگر               | اسدالله ایمن                      | |
| ۱۳۸۱      | توپ گرد                      | کارگردان             | بهروز بقایی                       | برنامه کودک و نوجوان شبکه ۱                                                                        |
| ۱۳۸۰      | تازه چه خبر همسایه؟          | کارگردان             | بهروز بقایی امیر سمواتی           | شبکه ۲                                                                                             |
| ۱۳۷۹-۸۰   | دوستانه                      | بازیگر               | محمد رحمانیان                     | بازی در اپیزود «دوستانه» از برنامه کودک و نوجوان شبکه ۲ پخش می‌شد.                                  |
| ۱۳۷۹      | نوروزی‌ها                     | کارگردان             | بهروز بقایی                       | |
| ۱۳۷۹      | مثل زندگی                    | کارگردان هنری        | بهروز بقایی                       | کارگردان تلویزیونی:سیما ایلخان / شبکه ۱                                                            |
| ۱۳۷۹      | داستان‌های نوروز              | بازیگر               | مرضیه برومند                      | شبکه ۱                                                                                             |
| ۱۳۷۹      | قطار ابدی                    | کارگردان هنری        | رضا عطاران بهروز بقایی فرهاد آئیش | کارگردان تلویزیونی:سیما ایلخان                                                                     |
| ۱۳۷۸      | آقای حسابی                   | بازیگر کارگردان      | بهروز بقایی                       | کارگردان تلویزیونی: «ساسان امیرپور» / شبکه ۲                                                       |
| ۱۳۷۸      | شب روباه                     | بازیگر               | همایون اسعدیان                    | این سریال تلویزیونی، یک نسخه سینمایی هم دارد که در دی ماه سال ۱۳۷۶ در سینماها به نمایش درآمده بود. |
| ۱۳۷۷      | دنیای شیرین دریا             | کارگردان             | بهروز بقایی                       | از برنامه کودک و نوجوان شبکه ۱ پخش می‌شد.                                                           |
| ۱۳۷۶–۱۳۷۷ | هفت‌سنگ                       | بازیگر               | عبدالرضا نواب صفوی                | این سریال یک نسخهٔ سینمایی هم دارد.                                                                 |
| ۱۳۷۶      | سیب خنده                     | بازیگر               | رضا عطاران                        | کارگردان تلویزیونی: «شیرین جاهد» / شبکه ۱                                                          |
| ۱۳۷۵–۷۶   | تهران ۱۱–۵۹۵ ج ۴۸            | بازیگر               | مرضیه برومند                      | شبکه تهران                                                                                         |
| ۱۳۷۵      | خانواده رضایت                | بازیگر               | حمید امجد مازیار میری             | شبکه تهران                                                                                         |
| ۱۳۷۵      | دنیای شیرین                  | بازیگر کارگردان هنری | بهروز بقایی                       | در برنامه کودک و نوجوان شبکه ۱ پخش می‌شد.                                                           |
| ۱۳۷۵      | تله‌تئاتر «توراندخت»          | بازیگر               | رضا کرم‌رضایی                      | کارگردان تلویزیونی: «سیمین دلو»                                                                    |
| ۱۳۷۵      | نوعی دیگر                    | بازیگر کارگردان هنری | بهروز بقایی                       | کارگردان تلویزیونی: «منوچهر شمسایی»                                                                |
| ۱۳۷۵      | خانه سبز                     | بازیگر مهمان         | بیژن بیرنگ مسعود رسام             | شبکه ۲ ادامه آن (سرزمین سبز) در سال ۸۶ پخش شد.                                                     |
| ۱۳۷۵      | ماه مهربان                   | کارگردان             | بهروز بقایی                       | نویسنده: «اصغر فرهادی» این سریال، اولین سریالی بود که از شبکه تهران (۵) پخش شد.                    |
| ۱۳۷۴–۱۳۷۵ | دزدان مادربزرگ               | بازیگر               | مهدی صباغ‌زاده                     | شبکه ۱                                                                                             |
| ۱۳۷۳      | همسران                       | بازیگر               | بیژن بیرنگ مسعود رسام             | شبکه ۲                                                                                             |
| ۱۳۷۳      | تله‌تئاتر «شاهدی برای تعقیب»  | بازیگر               | حسن سطحی                          | کارگردان تلویزیونی: «قاسم شاکری» نویسنده: «آگاتا کریستی» / شبکه ۲                                  |
| ۱۳۷۳      | تله‌تئاتر «دشمن مردم»         | بازیگر               | رکن‌الدین خسروی                    | شبکه ۲                                                                                             |
| ۱۳۷۳      | تله‌تئاتر معمای یک قتل        | بازیگر               | حسن فتحی                          | شبکه ۲                                                                                             |
| ۱۳۷۲      | تله‌تئاتر «فیزیک‌دان‌ها»        | بازیگر               | رضا کرم‌رضایی                      | شبکه ۲ کارگردان تلویزیونی: «مهتاج نجومی» نویسنده: «فریدریش دورنمات»                                |
| ۱۳۷۲      | قصه‌های بابا                  | بازیگر               | کاظم بلوچی                        | کارگردان تلویزیونی: «علی شوقیان» برنامه کودک و نوجوان شبکه ۱                                       |
| ۱۳۷۰      | تله‌تئاتر «واریتهٔ آمریکایی»   | بازیگر               | محمد رحمانیان                     | کارگردان تلویزیونی: «مسعود فروتن»                                                                  |
| ۱۳۷۰      | فراموشخانه (فراماسونری)      | بازیگر               | عبدالرضا نواب‌صفوی                 | شبکه ۱                                                                                             |
| ۱۳۶۹      | عطر گل یاس                   | بازیگر               | بهمن زرین‌پور                      | شبکه ۱                                                                                             |
| ۱۳۶۹      | آلبوم خانوادگی               | بازیگر               | محمد رحمانیان                     | کارگردانان تلویزیونی: «شیرین جاهد» و «اسدالله ایمن»                                                |
| ۱۳۶۶      | تله‌تئاتر «مبارزان کازبا»     | بازیگر               | جمشید جهان‌زاده                    | کارگردان تلویزیونی: «امیر آقامیری» نویسنده: «محمد رحمانیان»                                        |
| ۱۳۶۳–۱۳۶۶ | کوچک جنگلی                   | بازیگر               | بهروز افخمی                       | |
| ۱۳۶۵      | تله‌تئاتر «تفنگ و شاخه زیتون» | بازیگر               | نادعلی همدانی                     | کارگردان تلویزیونی: «فرانک دولتشاهی»                                                               |
| ۱۳۶۵      | نهضت‌های آزادی‌بخش             | بازیگر               | اسماعیل شنگله                     | کارگردانان تلویزیونی: «امیر آقامیری» و «مسعود پورصبری»                                             |
| ۱۳۶۴      | تله‌تئاتر «آسانسور»           | بازیگر               | رسول نجفیان                       | نویسنده: «حسین پناهی» کارگردان تلویزیونی: «گیتی جوادی»                                             |
| ۱۳۶۴      | تله‌تئاتر «خانه سالمندان»     | بازیگر               | رکن‌الدین خسروی                    | نویسنده: «محمود استادمحمد»                                                                         |
| ۱۳۶۴      | تله‌تئاتر «گل یاس»            | بازیگر               | محمود استادمحمد                   | نویسنده: «محمود استادمحمد»                                                                         |
| ۱۳۶۴      | تله‌تئاتر «عروسک‌ها»           | بازیگر               | جمشید اسماعیل‌خانی                 | کارگردان تلویزیونی «مسعود فروتن» نویسنده: «محمد رحمانیان»                                          |
| ۱۳۶۴      | تله‌تئاتر «منبع موثق»         | بازیگر               | مهدی تقی‌نیا                       | کارگردان تلویزیونی: «مسعود رسام»                                                                   |
| ۱۳۶۳      | تله‌تئاتر «مرگ دستفروش»       | بازیگر               | اکبر زنجانپور                     | کارگردان تلویزیونی: «علی‌اصغر اوجانی» نویسنده: «آرتور میلر»                                         |
| ۱۳۶۳      | سربداران                     | بازیگر               | محمدعلی نجفی                      | |
| ۱۳۵۲      | ۱۳ نمایش برای کودکان         | بازیگر               | فریده صابری                       | |